# Lycosa pia
Lycosa pia là một loài nhện trong họ Lycosidae.
Loài này thuộc chi Lycosa. Lycosa pia được Friedrich Wilhelm Bösenberg & Embrik Strand miêu tả năm 1906.